# トーマス・クセナキス
トーマス・クセナキス（Thomas Xenakis、希: Θωμάς Ξενάκης 、1875年3月30日 - 1942年7月7日）は、ギリシャの元体操競技選手である。彼は1896年に開催されたアテネオリンピックの体操競技で2個の銀メダルを獲得した。

## 経歴
クセナキスは、アテネオリンピックで実施された体操競技のうち、綱のぼりと平行棒団体種目に出場した。
綱のぼり競技は、屋外の競技場に建てられた枠組みからぶら下げられた14メートルの長さの綱を登る競技で、4つの国から5名の選手が出場した。この綱を登りきったのは、ギリシャから出場した2選手のみだった。2人のうち、23秒4の記録で綱を登りきったニコラオス・アンドリアコポウロスが金メダルを獲得し、それより遅い記録だったクセナキスは銀メダルを獲得することになった。 
平行棒団体競技では、彼の所属するPanellinios G.S（en:Panellinios G.S）が2位に入ったため、銀メダルを獲得した。